# Грецькі поселення Надазов'я

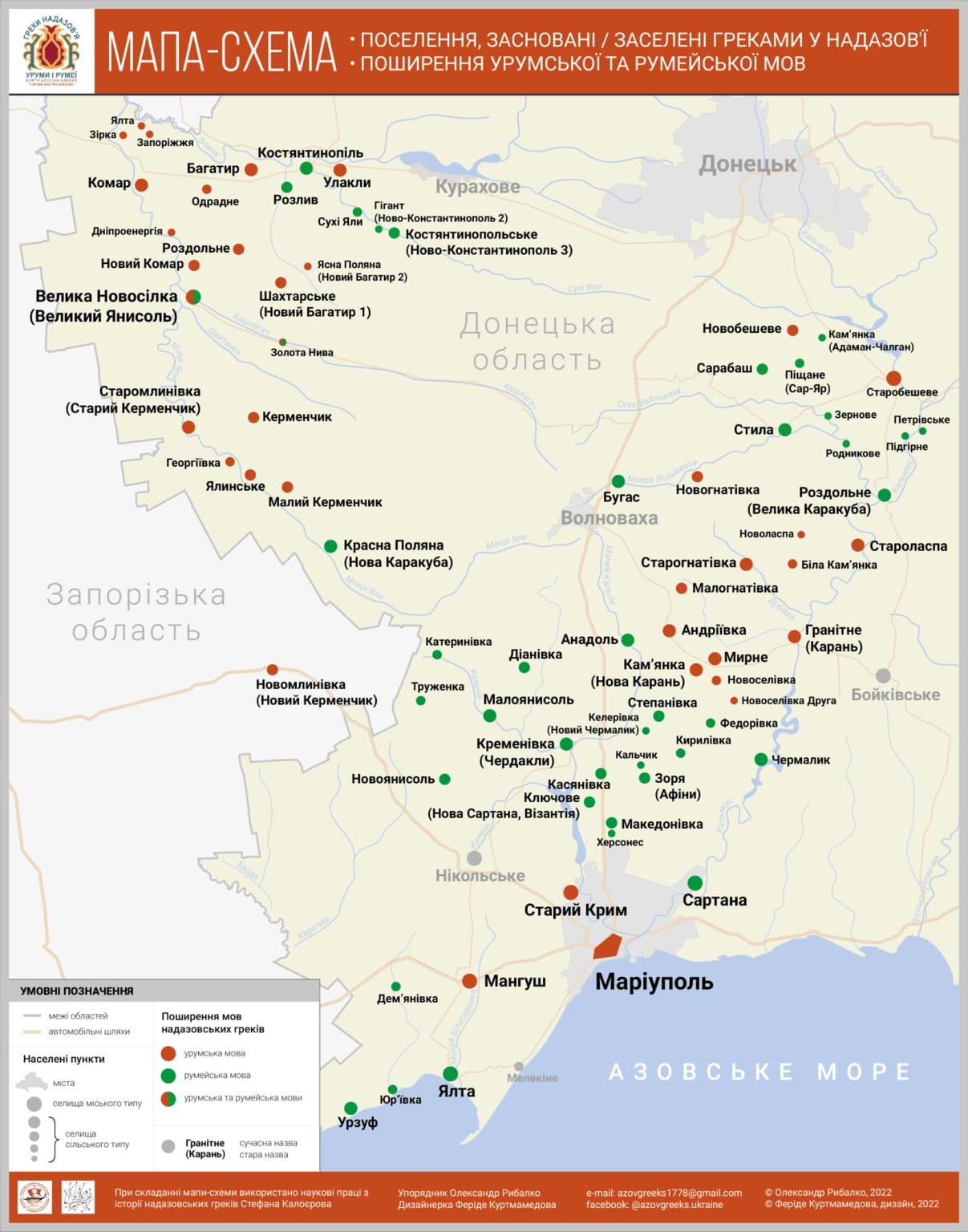
Мапа-схема поселень, заснованих / заселених надазовськими греками

Перші поселення надазовських греків виникли у 1779-1780 рр. Їх заснували вихідці з Кримського півострова в ході насильницького переселення християнського населення Кримського ханства. У мовному відношенні надазовські греки поділяються на дві мовні групи: румеї, рідною для яких є румейська мова, та уруми, які розмовляють урумською мовою. У Надазов'ї румеї і уруми засновували здебільшого окремі поселення, хоча існують також змішані.
У 1779 році засновано 7 поселень:
- по лівому берегу р. Вовча — Багати́р, Фу́на (Демірджі́), Джемрі́к і Улахли́;
- по правому берегу р. Мокрі Яли — Салги́р-Єні́-Сала́ і Камара́;
- по лівому берегу р. Мокрі Яли — Кєрмєнчі́к.
У 1780 році засновано місто Маріу́поль та 14 поселень:
- вздовж правого берега р. Кальміус і її приток — Бєшу́й (Бєше́в), Арги́н-Кара́-Коба́, Ла́спі, Карані́, Чулмали́х і Сартана́;
- по лівому берегу р. Мокра Волноваха — Стіля́;
- по правому берегу р. Дубівка — Ґюрджі́;
- по берегах р. Кальчик — Єні́-Сала́, Чардахлу́ і Есті́-Хири́м;
- по правому берегу р. Мокра Білосарайка: Манґу́ш і Ялі́та (Я́лта); 
- по правому берегу р. Зелена — Гурзу́ф.

## Місто Маріуполь
Спершу місто, яке у різних джерелах має назви Марієнполь, Маріанополь, Маріуполь, планувалося збудувати на березі річки Солона, проте після того, як для остаточного поселення кримських греків, грузинів і волохів було виділено територію південніше, місто почали будувати неподалік гирла річки Кальміус: на місці запланованого м. Павлівськ і слободи Кальміуської. Місту, запланованому на річці Солона, дали назву Павлівськ (нині с. Новопавлівка). Мешканців м. Павлівськ на березі р. Кальміус і сл. Кальміуська було переселено до м. Павлівськ на березі р. Солона та Петрівської фортеці (нині с. Новопетрівка). У 1780 році місто надазовських греків отримало назву Маріуполь на честь Марії Федорівни, дружини спадкоємця царського престолу, майбутнього імператора Павла І.
Першими мешканцями Маріуполя були уруми, вихідці з кримських поселень: Кєфє, Балаклава, Інкєрман, Кєзлєв, Карасувбазар, Бахчисарай і Майрум. Спершу місто складалося з основної частини і трьох кварталів: Кєфє, Карасу (нині Карасівка)  і Майрум (нині Мар'їнськ).
У 1920-1930 рр. в межах міста опинилися поселення Волонтерівка (заснована в 1857 р. архіпелазькими греками, спочатку носило назви Новомиколаївка і Митрополитське), Новоселівка, Аджахі, Чентукова, Самарина Балка та багато інших.

## Урумські поселення
1. Багати́р
Село було засновано у 1779 році урумами, вихідцями з кримських поселень Багатир і Лакі. Довгий час село носило зросійщену назву Богатирь. Розташовується на лівому березі річки Вовча.
Вихідцями з села засновано такі поселення:
- Новий Багатир Перший (з 1958 р. Шахтарське) — у 1892 році;
- Новий Багатир Другий (з 1958 р. Ясна Поляна) — у 1911 році;
- Дмитрієва (нині не існує) — у 1916 році;
- Трандафілова Перший (нині не існує) — у 1916 році;
- Трандафілова Другий (нині не існує) — у 1916 році;
- Роздольне — у 1958 році;
- Одрадне — у 1958 році.

2. Камара́ (з 1923 р. Кома́р)
Село було засновано у 1779 році урумами, вихідцями з однойменного поселення в Криму. Село носить зросійщену назву Комар. Розташовується на правому березі річки Мокрі Яли, неподалік її гирла.
Вихідцями з села засновано такі поселення:
- Новий Комар — у 1899 році;
- Бромотівка (нині не існує) — у 1916 році;
- Зіновіївка (з 1936 р. Дніпроенергія) — у 1922 році;
- Запоріжжя — у 1922 році;
- Ялта — у 1922 році;
- Вольтемирівка (нині не існує) — у 1925 році;
- Будьонного (нині не існує) — у 1928 році;
- Новий Крим (нині не існує) — у 1928 році;
- Улянівка (нині не існує) — у 1928 році;
- Червона Зірка (з 2024 р. Зірка) — у 1928 році.

3. Кєрмєнчі́к (з 1946 р. Старомли́нівка)
Село засновано у 1779 році урумами, вихідцями з кримських поселень Кєрмєнчік, Албат, Бія-Сала, Улу-Сала, Шурі. Після заснування частиною мешканців села Новий Кєрмєнчік отримало назву Старий Кєрмєнчік (з 1916 р.), а з 1946 року носить назву Старомлинівка. Спершу село розташовувалося на лівому березі річки Мокрі Яли, а з 1780 року — на правому березі. Місцеві мешканці продовжують вживати в побуті історичну назву села.
Вихідцями з села засновано такі поселення:
- Дорт-Оба (з 1812 р. Новий Керменчик, з 1946 р. Новомлинівка) — у 1811 році;
- Інжечік (нині не існує) — у 1892 році;
- Мумжу (нині не існує) — у 1892 році;
- Манойлова В.Н. (нині не існує) — у 1899 році;
- Манойлова Г.Н. (нині не існує) — у 1909 році;
- Ярцуз (з 1913 р. Малий Керменчик)— у 1909 році;
- Красна Зоря (нині не існує) — у 1922 році;
- Новий Світ Перший (нині не існує) — у 1922 році;
- Георгіївка — у 1925 році;
- Ялинське — у 1926 році;
- ім. Артема (нині не існує) — у 1926 році;
- ім. Ілліча (нині не існує) — у 1926 році;
- Троцького (нині не існує) — у 1926 році;
- Новоукраїнка (нині в складі села Ялинське) — у 1926 році;
- Жовтневе (з 2016 р. Керменчик) — у 1926 році;
- ком. Леніна Перший (нині не існує) — у 1928 році.

Вихідцями з села Новий Керменчик засновано поселення:
- Новий Керменчик (нині не існує) — у 1916 році.

4. Улахли́ (з 1780 р. Улакли́)
Село засновано у 1779 році урумами, вихідцями з кримських поселень Улакли, Майрум, Отар, Бєльбєк. Спершу село було засновано на місці, де нині розташовується Курахове, а в 1781-1782 рр. перенесено на місце села Дмемрік на лівому березі Вовчої, праворуч від гирла річки Сухі Яли.
Вихідцями з села засновано такі поселення:
- Нові Улакли Перші (нині в межах міста Курахове) — у 1911 році;
- Нові Улакли Другі (нині в межах села Успенівка) — у 1911 році.
- Тіволі (нині в межах міста Курахове) — у 1922 році;
- ком. ім. Леніна (нині в межах міста Курахове) — у 1925 році;
- Первомайський (нині в межах міста Курахове) — у 1926 році;
- Красний Маяк (нині в межах міста Курахове) — у 1928 році.

5. Бєшу́й / Бєше́в (з 1926 р. Старобе́шеве)
Селище засновано у 1780 році урумами, вихідцями з однойменного поселення в Криму. Носило зросійщену назву Бешеве, а після заснування частиною мешканців села Новобешеве, отримало сучасну назву Старобешеве. Розташоване на правому березі річки Кальміус, нижче гирла річки Березнегуватої.
Вихідцями з села засновано такі поселення:
- Новобешеве — у 1898 році;
- Ольмезова (нині не існує) — у 1922 році;
- Аразбей (нині не існує) — у 1925 році;
- Балакай (нині не існує) — у 1925 році;
- Горбачово-Михайлівський (нині не існує) — у 1925 році.

6. Есті́-Хири́м (з 1780 р. Стари́й Крим)
Селище засновано у 1780 році урумами, вихідцями з поселень Ескі-Кирим, Імарет, Орталан, Тапшан, Чіларкой і Чуруксу. Розташовується по правій стороні річки Кальчик, по лівій стороні Водяної балки. Назва селища Старий Крим є калькою з урумської мови.
7. Карані́ (з 1946 р. Грані́тне)
Село засновано у 1780 році урумами, вихідцями з кримських поселень Карані, Черкєз-Кєрмєн і Мармара. Розташовується на правому березі річки Кальміус в межиріччі приток Дубової і Столової балок. В офіційних документах, що видавалися у Російській імперії, назву села було спотворено до Карань. Після заснування частиною мешканців села Нова Карань мало назву Стара Карань. Сучасна (радянська) назва села — Гранітне. Місцеві мешканці надають перевагу історичній назві села.
Вихідцями з села засновано такі поселення:
- Нова Карань (з 1946 р. Кам'янка) — у 1881 році;
- Кир'яківський (з 1945 р. Андріївка) — у 1916 році;
- Антонівський (нині не існує) — у 1916 році;
- Кизилташ (нині частина селища Андріївка) — у 1928 році;
- Хантарма (нині не існує) — у 1928 році;
- Новоселівка — у 1926 році;
- Новоселівка Друга — у 1926 році;
- Мирне — у 1958 році.

8. Ла́спі (з 1780 р. Ла́спа, з 1939 р. Старола́спа)
Село засновано у 1780 році урумами, вихідцями з кримських поселень Ласпі, Алсу, Качі-Кальон, Толє і Хайто. Носило зросійщену назву Ласпа, а після заснування частиною мешканців села Нова Ласпі (Новоласпа) отримало назву Староласпа. Розташоване на правому березі річки Кальміус, між гирлами річок Мокра Волноваха і Дубівка.
Вихідцями з села засновано такі поселення:
- Новоласпа — у 1928 році;
- Ахташ (з 1928  р. Білокам'янка) — у 1928 році.

9. Манґу́ш (з 1995 р. Ма́нгуш)
Селище засновано у 1780 році урумами, вихідцями з однойменного поселення в Криму. З 1946 року по 1995 рік іменувалось Першотравневе. У березні 1995 року за підсумками місцевого референдуму селищу повернуто історичну назву. Розташовується на берегах річки Мокра Білосарайка, біля впадіння Буйволової балки.
Вихідцями з селища засновано такі поселення:
- Балабановой Т.С. (нині не існує) — у 1912 році;
- Шалдирван (нині не існує) — у 1912 році;
- Шимширт (нині не існує) — у 1912 році;
- Будикин Перший (нині не існує) — у 1916 році;
- Гудима (нині не існує) — у 1916 році;
- Дмитрієва (нині не існує) — у 1916 році;
- Платонівка (нині не існує) — у 1916 році;
- Фокова (нині не існує) — у 1916 році;
- Чернова (нині не існує) — у 1922 році;
- Качалов (нині не існує) — у 1925 році;
- Чичеков-Чернов (нині не існує) — у 1925 році;
- Батирінка (нині не існує) — у 1926 році;
- Волошина (нині не існує) — у 1926 році;
- Джансиз (нині не існує) — у 1926 році;
- Іллін (нині не існує) — у 1926 році;
- Каракурчі (нині не існує) — у 1926 році;
- Ковалів (нині не існує) — у 1926 році;
- Кашкабаш (нині не існує) — у 1926 році;
- Коломійців (нині не існує) — у 1926 році;
- Куюков (нині не існує) — у 1926 році;
- Федоров (нині не існує) — у 1926 році;
- Черекизов (нині не існує) — у 1926 році;
- Яримбаш (нині не існує) — у 1926 році.

## Румейські поселення
1. Джемрі́к (нині не існує)
Село було засноване у 1779 році румеями, вихідцями з кримських поселень Джемрік й Ішун. Розташовувалось на лівому березі Вовчої, праворуч від гирла річки Сухі Яли. Село мало зросійщену назву Чембрек. У 1781-1782 рр. мешканці села переселилися до села Мала Єні-Сала. На місце села Джемрік тоді ж було перенесено село Улакли. У російських документах село згадується під назвами Чемрек, Чембрек. 
2. Фу́на / Демірджі́ (з 1780 р. Костянтино́піль)
Село засновано у 1779 році румеями, вихідцями з кримських поселень Демірджі, Алушта, Улу-Озєн, Кучук-Озєн і Куру-Озєн. Розташовується на лівому березі Вовчої, ліворуч від гирла річки Сухі Яли. Назву Константинополь (Костянтинопіль), за місцевою легендою, село отримало через те, що при освяченні сільської церкви митрополит Ігнатій був вражений щедрістю влаштованого селянами святкування. Сучасна назва села Костянтинопіль.
У 1830 році частина мешканців Константинополя переселилася до села Анадоль (спершу також Анадолу, Анатолія, Анадолія), заснованого анатолійськими греками в 1829 році.
Вихідцями з села Костянтинопіль засновано такі поселення:
- Новий Константинополь Другий (з 1945 р. Гігант) — у 1911 році;
- Новий Константинополь Перший (нині не існує)— у 1910 році;
- Новий Константинополь Третій (з 2016 р. Костянтинопольське) — у 1910 році;
- Вечоркевич (з ? р. Сухі Яли) — у 1926 році;
- Розлив — у 1958 році.

Вихідцями з села Анадоль засновано такі поселення:
- Варельджі (нині не існує) — у 1926 році;
- Джелалі (нині не існує) — у 1926 році;
- Тасіц (нині не існує) — у 1926 році;
- Яйло (нині не існує) — у 1926 році.

3. Арги́н-Кара́-Коба́ (з 1780 р. Велика Кара́куба, з 1946 р. Роздо́льне)
Село Роздольне було засновано в 1780 році румеями, вихідцями з кримських поселень Аргин-Кара-Коба і Бурульча-Яникой. До1946 року село носило зросійщену назву Велика Каракуба, а відтоді — Роздольне. Розташоване на правому березі Кальміусу, ліворуч від гирла річки Мокра Волноваха. У побуті місцеві мешканці продовжують називати село Каракуба.
На землях, що належали селу, у 1933 р. сформувалося поселення Каракуббуд (з 1949 р. Комсомольське, з 1957 р. місто). З 2016 р. місто отримало назву Кальміуське.
Вихідцями з села засновано такі поселення:
- Нова Каракуба (зустрічається під назвою Гончариха, у 1945-2024 рр. Красна Поляна) — у 1795 році;
- Волноваха (з 1812 р. Бугас) — у 1802 році;
- Петрова (з 2024 р. Стахівське) — у 1922 році;
- Дулумбаджі (нині не існує) — у 1925 році;
- Алакоз (нині не існує) — у 1925 році;
- Учкомбінат (нині не існує) — у 1925 році;
- Чіві (нині не існує) — у 1925 році;
- Сталіне (з 1961 р. Підгірне) — у 1928 році.

Вихідцями з села Нова Каракуба засновано такі поселення:
- Балжия (нині не існує) — у 1912 році;
- Ялі (нині не існує) — у 1926 році;
- Фесалія (нині не існує) — у 1926 році.

4. Гурзу́ф (з 1780 р. Урзу́ф)
Село засновано в 1780 році румеями, вихідцями з кримських поселень Гурзуф і Кизилташ (Маджар). Розташоване на узбережжі Азовського моря, праворуч від гирла річки Зелена. Зустрічається також під назвами Кизилташ і Зелене. Місцеві мешканці вживають у побуті назву Маджя́рь. У 1945-1989 рр. село мало назву Приморське.
Вихідцями з села засновано такі поселення:
- Будикин Другий (нині не існує) — у 1916 році;
- Карабуга (нині не існує) — у 1916 році;
- Травлєєва (нині не існує) — у 1916 році;
- Шаповалов Другий (нині не існує) — у 1916 році;
- Шаповалов Третій (нині не існує) — у 1916 році;
- Кутана (нині не існує) — у 1916 році;
- Конжуков (нині не існує) — у 1916 році;
- Комишувате (нині не існує) — у 1926 році;
- Урзуфські садки (нині не існує) — у 1926 році.

5. Єні́-Сала́ (з 1995 р. Малоянисо́ль)
Село заснувано у 1780 році румеями, вихідцями з однойменного поселення в Криму. У 1782 році сюди також переселилися мешканці села Джемрік на річці Вовча. Село Єні-Сала розкинулося в долині річки Кальчик. Перші квартали носять назви Хара́хла (Єні-Сала), Піра́тку (Анадоль) і Пята́х (Джемрік). Назва села зазнавала поступового зросійщення: спершу була додана приставка "Мала" (на противагу селу "Велика" Єні-Сала), згодом сама назва Єні-Сала поступово змінювалася на Яні-Сала — Янісала — Янісоль. Сучасна назва села Малоянисоль. Місцеві мешканці вживають у побуті назву Хара́хла.
Вихідцями з села засновано такі поселення:
- Новоянисоль — у 1901 році;
- Юр'ївка — у 1902 році;
- Киріаківка (з 1922 р. Катеринівка) — у 1913 році;
- Спахі (нині не існує) — у 1916 році;
- Новий Крим (нині не існує) — у 1926 році;
- Труженка — у 1926 році;
- Діанівка — у 1926 році;
- П'ятихатки (нині в складі села Малоянисоль) — у 1958 році.

6. Сартана́
Селище засновано в 1780 році румеями, вихідцями з однойменного поселення в Криму. Розташоване на лівому березі річки Кальміус.
Вихідцями з селища засновано такі поселення:
- Македонія (з 1913 р. Македонівка) — у 1898 році;
- Нова Сартана (з 1904 р. Візантія, з 1958 р. Ключове) — у 1892 році;
- Папуш (нині не існує) — у 1916 році;
- Гаргала-Скударя (нині не існує) — у 1922 році;
- Нижньо-Федосіївка (нині не існує) — у 1922 році;
- Зелений Гай (нині не існує) — у 1926 році;
- Лаго (нині не існує) — у 1926 році;
- Гайтан (нині не існує) — у 1928 році;
- Каранов (нині не існує) — у 1928 році;
- Кацаран (нині не існує) — у 1928 році;
- Херсонес — у 1928 році.

7. Стіля́ (з 1780 р. Сти́ла)
Село засновано в 1780 році румеями, вихідцями з кримських поселень Стіля і Кувуш. Розташоване на березі річки Мокра Волноваха. Сучасна назва села Стила є зросійщеною.
Вихідцями з селища засновано такі поселення:
- Первомайський (нині не існує) — у 1928 році;
- Бабаша (нині не існує) — у 1928 році;
- Бухарина (нині не існує) — у 1928 році;
- Сарабаш-Тарама (нині не існує) — у 1928 році;
- Сталіна (з 2016 р. Сарабаш) — у 1928 році;
- Сар-Яр (з 1945 р. Піщане) — у 1928 році;
- Адаман-Чалган (з 1945 р. Кам'янка) — у 1928 році;
- Зернове — у 1958 році;
- Родникове — у 1958 році.

8. Чардахлу́ (з 1945 р. Кремені́вка)
Село засновано в 1780 році румеями, вихідцями з кримських сіл Чардакли, Байсу і Байсу-Кара-Коба. Розташоване біля впадіння річки Кальчик до Кальміусу. До 1946 року село носило зросійщену назву Чердаклі, відтоді — Кременівка. Місцеві мешканці в побуті надають перевагу історичній назві села.
Вихідцями з села засновано такі поселення:
- Одованка (нині не існує) — у 1916 році;
- Кальчик — у 1922 році;
- Касянівка — у 1926 році;
- Афіни — у 1928 році.

9. Чулмали́х (з 1780 р. Чермали́к)
Село засновано в 1780 році румеями, вихідцями з кримських поселень Чулмалик, Айлянма, Капсіхор і Шелєн. Довгий час село носило зросійщену назву Чермалик, з 1945 р. — Заможне, з 2000 р. — знову Чермалик. Розташовується на правому березі річки Кальміус, вище Вербової балки.
Вихідцями з села засновано такі поселення:
- Новий Чермалик (з 1904 р. Келерівка) — у 1892 році;
- Степанівка — у 1913 році;
- Чермаликський Перший (з 1922 р. Кирилівка) — у 1916 році;
- Чермаликський Другий (з 1930 р. Федорівка) — у 1916 році;
- Петрівський (нині не існує) — у 1926 році;
- т-во Шевченка (нині не існує) — у 1928 році.

10. Ялі́та (з 1780 р. Я́лта)
Селище засновано в 1780 році румеями, вихідцями з кримських поселень Ялта, Марсанда, Магарач, Аутка, Буюк-Ламбат, Кучук-Ламбат, Нікіта, Деґірмєнкой і Партеніт. Розташоване біля гирла річки Мокра Білосарайка, на узбережжі Азовського моря. Перші квартали мали назви Яліта, Марсад і Ламбат. Місцеві мешканці в побуті продовжують використовувати назву селища Яліта.
Вихідцями з селища засновано такі поселення:
- Комишуваська Балка (нині не існує) — у 1912 році;
- Поштова Балка (нині не існує) — у 1912 році;
- Шаповалова Д.І. (нині не існує) — у 1912 році;
- Шаповалова П.В. (нині не існує) — у 1912 році;
- Гупуз (нині не існує) — у 1916 році;
- Караюрія (нині не існує) — у 1916 році;
- Кугура (нині не існує) — у 1916 році;
- Шаповалов Перший (нині не існує) — у 1916 році;
- Шаповалов Четвертий (нині не існує) — у 1916 році;
- Дем'янівка — у 1925 році.

## Змішані поселення
1. Салги́р-Єні́-Сала́ (з 1946 р. Вели́ка Новосі́лка)
Селище засновано в 1779 році урумами, вихідцями з кримського поселення Ай-Ян, та румеями, вихідцями з кримських поселень Салгир-Єні-Сала і Ай-Ян. Розташоване в місці злиття річок Мокрі Яли, Шайтанка і Кашлагач. Селище носило зросійщену назву Велика Єні-Сала. Частина "Єні-Сала" зазнавала поступових змін: Єні-Сала — Яні-Сала — Янісала — Янісоль. До 1946 року селище мало назву Великий Янісоль, відтоді — Велика Новосілка. У побуті місцевими мешканцями часто використовується назва селища Великий Янисоль. Перші квартали селища носили назви Єні-Сала (румеї), Озєнбаш (румеї) і Ай-Ян (уруми).
Вихідцями з селища засновано такі поселення:
- Кашлагач Перший (з 1964 р. частина с. Золота Нива) — у 1905 році;
- Кашлагач Другий (нині не існує) — у 1913 році;
- Хаячіх-Тарама (нині не існує) — у 1913 році;
- Шайтанка (нині не існує) — у 1913 році;
- Опанасівка (нині не існує) — у 1916 році;
- Левтерова Перший (нині не існує) — у 1916 році;
- Левтерова Другий (нині не існує) — у 1916 році;
- Трандафілова (нині не існує) — у 1916 році;
- Біднота (нині не існує) — у 1922 році;
- Шлях до соціалізму (нині не існує) — у 1925 році;
- Золота Нива — у 1925 році;
- Малтабар (нині не існує) — у 1926 році;
- Сметанових (нині не існує) — у 1928 році.

2. Ґюрджі́ (з 1901 р. Старогна́тівка)
Село засновано в 1780 році спільно урумами, грузинами і волохами (молдаванами), вихідцями з кримських поселень: уруми — Коз, Бурундук-Отар, Зуя, Тав-Даїр; грузини — Бахчисарай, Карасувбазар, Кєфє, Кєзлєв, Бєшутка, Аргин-Кара-Коба, Какчиой, Султан-Сала, Орталан, Чулмалик; волохи — Бахчисарай, Карасувбазар, Кєзлєв, Абдал. Назву Ґюрджі село отримало тому, що переважну частину засновників села складали грузини (урумською "ґюрджі"). З середини 1781 року село отримало назву Георгіївка, згодом — Ігнатіївка (на честь митрополита Ігнатія). У 1881 році частина мешканців відселилася, заснувавши власне село Богдан, що з урумської мови перекладається "молдованин". Розташоване біля вершини Дубової балки. У побуті місцевими мешканцями продовжує використовуватися назва села Ґюрджі.
Вихідцями з села засновано такі поселення:
- Богдан (з 1881 р. Новогнатівка) — у 1881 році;
- Хара-оба (з 1913 р. Малогнатівка) — у 1913 році.